# Лобач В'ячеслав Іванович
В'ячеслав Іванович Лобач (20 серпня 1946, місто Ровеньки, тепер Луганської області — 22 листопада 2020, місто Київ) — український діяч, 1-й секретар Лисичанського міськкому КПУ, голова Лисичанської міської ради Луганської області, голова правління ВАТ «Луганськнафтопродукт». Академік Академії технологічних наук України (1997). Народний депутат України 1-го скликання.

## Біографія
Народився в родині робітників.
У 1964—1969 роках — студент факультету напівпровідників та електровакуумного машинобудівання Луганського машинобудівного інститут, інженер-механік.
У вересні 1969 — листопаді 1970 року — інженер-конструктор Кадіївського вагонобудівного заводу Луганської області.
У листопаді 1970 — листопаді 1971 року — служба в Радянській армії.
У листопаді 1971 — квітні 1973 року — інженер-конструктор Кадіївського вагонобудівного заводу Ворошиловградської області.
Член КПРС з 1972 по 1991 рік.
У квітні 1973 — грудні 1975 року — 1-й секретар Кадіївського міського комітету ЛКСМУ Ворошиловградської області.
У грудні 1975 — січні 1979 року — 2-й секретар Ворошиловградського обласного комітету ЛКСМУ.
У січні 1979 — листопаді 1980 року — інструктор відділу організаційно-партійної роботи Ворошиловградського обласного комітету КПУ.
У листопаді 1980 — липні 1987 року — 2-й секретар Стахановського міського комітету КПУ Ворошиловградської області.
У 1982 році закінчив заочно Вищу партійну школу при ЦК КПУ.
29 липня 1987 — 24 листопада 1990 року — 1-й секретар Лисичанського міського комітету КПУ Ворошиловградської області.
18.03.1990 року обраний народним депутатом України, 2-й тур, 50,03 % голосів, 5 претендентів. Входив до групи «Рада». Член Комісії ВР України у закордонних справах.
27 березня 1990 — січень 1991 року — голова Лисичанської міської ради народних депутатів Луганської області. 5 січня 1991 — 21 березня 1997 року — голова Лисичанської міської ради народних депутатів та голова виконавчого комітету Лисичанської міської ради народних депутатів Луганської області.
У листопаді 1996 — 1999 року — голова правління — генеральний директор Відкритого акціонерного товариства (ВАТ) «ЛІНОС (Лисичанськнафтаоргсинтез)».
З вересня 1999 року — голова правління Відкритого акціонерного товариства (ВАТ) «Луганськнафтопродукт».
Член Партії регіонів.
Депутат Луганської обласної ради (2006—2010); депутат Лисичанської міської ради (2010—2015).

## Нагороди та звання
- медалі
- почесний громадянин міста Лисичанська